# Sveriges damlandskamper i fotboll under 1990-talet
Sveriges damlandskamper i fotboll under 1990-talet omfattar bland annat VM 1991 i Kina där det svenska landslaget tog brons, VM 1995 i Sverige och VM 1999 i USA när de blev utslagna i kvartsfinalerna. De deltog även i OS i Atlanta 1996.

## Förbundskaptener under 1990-talet
- Gunilla Paijkull (1988–1991)
- Bengt Simonsson (1992–1996)
- Marika Domanski Lyfors (1996–2005)

## Några spelare i Sveriges damlandslag i fotboll under 1990-talet
Anneli Andelén, Malin Andersson, Kristin Bengtsson, Ulrika Karlsson, Elisabeth Leidinge, Hanna Ljungberg, Tina Nordlund, Cecilia Sandell, Pia Sundhage, Malin Swedberg, Victoria Svensson, Lena Videkull, Eva Zeikfalvy

## 1990
| Datum        | Spelplats               |           |           | Resultat | Typ av match      |
| ------------ | ----------------------- | --------- | --------- | -------- | ----------------- |
| 21 mars      | Ayia Napa               | Danmark   | Sverige   | 0 – 1    | Träningsturnering |
| 23 mars      | Ayia Napa               | Sverige   | Finland   | 4 – 1    | Träningsturnering |
| 25 mars      | Ayia Napa               | Norge     | Sverige   | 1 – 1    | Träningsturnering |
| 13 maj       | Melun                   | Frankrike | Sverige   | 0 – 2    | EM-kval           |
| 10 juni      | Gorzów Wielkopolski     | Polen     | Sverige   | 0 – 2    | EM-kval           |
| 19 september | Halmstad                | Sverige   | Italien   | 4 – 0    | Träningsmatch     |
| 14 oktober   | Mariestad               | Sverige   | Frankrike | 4 – 1    | EM-kval           |
| 18 november  | Malmö                   | Sverige   | Italien   | 1 – 1    | EM-kvartsfinal    |
| 2 december   | Ruggell                 | Schweiz   | Sverige   | 0 – 2    | Träningsmatch     |
| 8 december   | Castellammare di Stabia | Italien   | Sverige   | 0 – 0    | EM-kvartsfinal    |

## 1991
| Datum       | Spelplats      |               |               | Resultat | Typ av match      |
| ----------- | -------------- | ------------- | ------------- | -------- | ----------------- |
| 25 mars     | Tróia          | Sverige       | Finland       | 3 – 0    | Träningsturnering |
| 27 mars     | Tróia          | Danmark       | Sverige       | 3 – 2    | Träningsturnering |
| 29 mars     | Tróia          | Sverige       | Norge         | 0 – 1    | Träningsturnering |
| 5 maj       | Sjatura        | Sovjetunionen | Sverige       | 0 – 4    | Träningsmatch     |
| 21 augusti  | Stenungsund    | Sverige       | Sovjetunionen | 2 – 0    | Träningsmatch     |
| 9 oktober   | Borås          | Sverige       | Nederländerna | 3 – 1    | Träningsmatch     |
| 23 oktober  | Palamós        | Spanien       | Sverige       | 0 – 4    | EM-kval           |
| 7 november  | Schwamendingen | Schweiz       | Sverige       | 1 – 4    | Träningsmatch     |
| 17 november | Pun Yu         | USA           | Sverige       | 3 – 2    | VM 1991           |
| 19 november | Foshan         | Sverige       | Japan         | 8 – 0    | VM 1991           |
| 21 november | Pun Yu         | Brasilien     | Sverige       | 0 – 2    | VM 1991           |
| 24 november | Guangzhou      | Kina          | Sverige       | 0 – 1    | Kf VM 1991        |
| 27 november | Pun Yu         | Sverige       | Norge         | 1 – 4    | Sf VM 1991        |
| 29 november | Guangzhou      | Sverige       | Tyskland      | 4 – 0    | B VM 1991         |

## 1992
| Datum        | Spelplats   |               |         | Resultat | Typ av match      |
| ------------ | ----------- | ------------- | ------- | -------- | ----------------- |
| 8 mars       | Nausicca    | Sverige       | Norge   | 2 – 1    | Träningsturnering |
| 10 mars      | Paralimni   | Danmark       | Sverige | 1 – 3    | Träningsturnering |
| 22 april     | Vlaardingen | Nederländerna | Sverige | 2 – 1    | Träningsmatch     |
| 17 maj       | Borås       | Sverige       | Spanien | 1 – 1    | EM-kval           |
| 7 juni       | Dublin      | Irland        | Sverige | 0 – 1    | EM-kval           |
| 25 augusti   | Kragerø     | Norge         | Sverige | 3 – 3    | Träningsmatch     |
| 20 september | Borås       | Sverige       | Irland  | 10 – 0   | EM-kval           |
| 13 oktober   | Borås       | Sverige       | Danmark | 1 – 2    | EM-kvartsfinal    |
| 7 november   | Hjørring    | Danmark       | Sverige | 1 – 1    | EM-kvartsfinal    |

## 1993
| Datum        | Spelplats  |           |           | Resultat | Typ av match      |
| ------------ | ---------- | --------- | --------- | -------- | ----------------- |
| 9 mars       | Ayia Napa  | Sverige   | Frankrike | 3 – 1    | Träningsturnering |
| 11 mars      | Ayia Napa  | Tyskland  | Sverige   | 1 – 3    | Träningsturnering |
| 14 mars      | Ayia Napa  | Norge     | Sverige   | 2 – 1    | Träningsturnering |
| 8 maj        | Sassari    | Italien   | Sverige   | 1 – 0    | Träningsmatch     |
| 1 juni       | Borås      | Sverige   | Norge     | 4 – 2    | Träningsmatch     |
| 18 augusti   | Nynäshamn  | Sverige   | Lettland  | 9 – 0    | EM-kval           |
| 22 september | Borås      | Sverige   | Tyskland  | 3 – 2    | Träningsmatch     |
| 13 oktober   | Bratislava | Slovakien | Sverige   | 0 – 2    | EM-kval           |

## 1994
| Datum       | Spelplats                  |          |           | Resultat | Typ av match     |
| ----------- | -------------------------- | -------- | --------- | -------- | ---------------- |
| 17 mars     | Olhão                      | Portugal | Sverige   | 0 – 3    | Algarve Cup 1994 |
| 18 mars     | Vila Real de Santo António | Sverige  | USA       | 0 – 1    | Algarve Cup 1994 |
| 20 mars     | Loulé                      | Sverige  | Danmark   | 1 – 0    | Algarve Cup 1994 |
| 4 maj       | Västerås                   | Sverige  | Italien   | 1 – 0    | Träningsmatch    |
| 22 maj      | Ozolnieki                  | Lettland | Sverige   | 0 – 5    | EM-kval          |
| 15 juni     | Gävle                      | Sverige  | Slovakien | 6 – 0    | EM-kval          |
| 3 augusti   | Ottawa                     | Kanada   | Sverige   | 0 – 3    | Träningsmatch    |
| 5 augusti   | Montréal                   | Kanada   | Sverige   | 1 – 2    | Träningsmatch    |
| 7 september | Wolfenbüttel               | Tyskland | Sverige   | 3 – 1    | Träningsmatch    |
| 15 oktober  | Hjørring                   | Danmark  | Sverige   | 2 – 0    | EM-kvartsfinal   |
| 29 oktober  | Malmö                      | Sverige  | Danmark   | 3 – 0    | EM-kvartsfinal   |

## 1995
| Datum        | Spelplats      |           |               | Resultat                       | Typ av match       |
| ------------ | -------------- | --------- | ------------- | ------------------------------ | ------------------ |
| 26 februari  | Kristiansand   | Norge     | Sverige       | 4 – 3                          | EM-semifinal       |
| 4 mars       | Jönköping      | Sverige   | Norge         | 4 – 1                          | EM-semifinal       |
| 14 mars      | Lagos          | Italien   | Sverige       | 0 – 4                          | Algarve Cup 1995   |
| 16 mars      | Olhão          | Sverige   | Nederländerna | 2 – 1                          | Algarve Cup 1995   |
| 17 mars      | Portimão       | Norge     | Sverige       | 2 – 0                          | Algarve Cup 1995   |
| 19 mars      | Loulé          | Sverige   | Danmark       | 2 – 2, ef. förl. 3 – 2         | F Algarve Cup 1995 |
| 26 mars      | Kaiserslautern | Tyskland  | Sverige       | 3 – 2                          | EM-final           |
| 27 april     | Norrköping     | Sverige   | Kina          | 1 – 1                          | Träningsmatch      |
| 13 maj       | Halmstad       | Sverige   | England       | 4 – 0                          | Träningsmatch      |
| 27 maj       | Helsingborg    | Sverige   | Australien    | 5 – 0                          | Träningsmatch      |
| 5 juni       | Helsingborg    | Brasilien | Sverige       | 1 – 0                          | VM 1995            |
| 7 juni       | Helsingborg    | Sverige   | Tyskland      | 3 – 2                          | VM 1995            |
| 9 juni       | Västerås       | Japan     | Sverige       | 0 – 2                          | VM 1995            |
| 13 juni      | Helsingborg    | Sverige   | Kina          | 1 – 1, förl: 0 – 0, str: 4 – 5 | Kf VM 1995         |
| 30 augusti   | Jakobstad      | Finland   | Sverige       | 1 – 3                          | Träningsmatch      |
| 30 september | Hjørring       | Danmark   | Sverige       | 1 – 2                          | EM-kval            |
| 15 oktober   | Smålandsstenar | Sverige   | Rumänien      | 8 – 0                          | EM-kval            |

## 1996
| Datum       | Spelplats       |          |         | Resultat | Typ av match     |
| ----------- | --------------- | -------- | ------- | -------- | ---------------- |
| 21 januari  | Hamar (Inomhus) | Norge    | Sverige | 4 – 0    | Träningsmatch    |
| 15 februari | San Antonio     | USA      | Sverige | 3 – 0    | Träningsmatch    |
| 17 februari | Houston         | USA      | Sverige | 3 – 0    | Träningsmatch    |
| 11 mars     | Lagos           | Danmark  | Sverige | 1 – 2    | Algarve Cup 1996 |
| 13 mars     | Lagos           | Sverige  | Finland | 7 – 0    | Algarve Cup 1996 |
| 15 mars     | Olhão           | Island   | Sverige | 0 – 1    | Algarve Cup 1996 |
| 17 mars     | Quarteira       | Sverige  | Norge   | 0 – 4    | Algarve Cup 1996 |
| 12 maj      | Visby           | Sverige  | Spanien | 1 – 1    | EM-kval          |
| 2 juni      | Gandia          | Spanien  | Sverige | 0 – 8    | EM-kval          |
| 26 juni     | Câmpina         | Rumänien | Sverige | 0 – 5    | EM-kval          |
| 15 juli     | Miami           | Japan    | Sverige | 1 – 3    | Träningsmatch    |
| 21 juli     | Miami           | Sverige  | Kina    | 0 – 2    | OS 1996          |
| 23 juli     | Orlando         | USA      | Sverige | 2 – 1    | OS 1996          |
| 25 juli     | Orlando         | Sverige  | Danmark | 3 – 1    | OS 1996          |
| 31 augusti  | Västerås        | Sverige  | Danmark | 2 – 0    | EM-kval          |
| 9 oktober   | Turin           | Italien  | Sverige | 0 – 1    | Träningsmatch    |

## 1997
| Datum        | Spelplats   |               |               | Resultat              | Typ av match     |
| ------------ | ----------- | ------------- | ------------- | --------------------- | ---------------- |
| 16 februari  | Sundsvall   | Sverige       | Norge         | 0 – 2                 | Träningsmatch    |
| 10 mars      | Faro        | Sverige       | Nederländerna | 4 – 0                 | Algarve Cup 1997 |
| 12 mars      | Lagos       | Portugal      | Sverige       | 0 – 4                 | Algarve Cup 1997 |
| 14 mars      | Albufeira   | Sverige       | Kina          | 0 – 2                 | Algarve Cup 1997 |
| 16 mars      | Loulé       | Danmark       | Sverige       | 0 – 0, 5 – 6 ef. str. | Algarve Cup 1997 |
| 30 april     | Lissabon    | Portugal      | Sverige       | 2 – 0                 | Träningsmatch    |
| 21 maj       | Falköping   | Sverige       | Ryssland      | 2 – 0                 | Träningsmatch    |
| 11 juni      | Zeist       | Nederländerna | Sverige       | 0 – 0                 | Träningsmatch    |
| 29 juni      | Karlstad    | Ryssland      | Sverige       | 1 – 2                 | EM 1997          |
| 2 juli       | Karlskoga   | Sverige       | Spanien       | 1 – 0                 | EM 1997          |
| 5 juli       | Karlstad    | Frankrike     | Sverige       | 0 – 3                 | EM 1997          |
| 9 juli       | Karlstad    | Sverige       | Tyskland      | 0 – 1                 | Sf EM 1997       |
| 6 augusti    | Östersund   | Sverige       | Australien    | 0 – 1                 | Träningsmatch    |
| 30 augusti   | Reykjavik   | Island        | Sverige       | 1 – 3                 | VM-kval          |
| 28 september | Uppsala     | Sverige       | Ukraina       | 3 – 2                 | VM-kval          |
| 30 oktober   | Chattanooga | USA           | Sverige       | 3 – 1                 | Träningsmatch    |
| 1 november   | Chattanooga | USA           | Sverige       | 3 – 1                 | Träningsmatch    |

## 1998
| Datum      | Spelplats                  |               |          | Resultat | Typ av match     |
| ---------- | -------------------------- | ------------- | -------- | -------- | ---------------- |
| 18 januari | Guangzhou                  | USA           | Sverige  | 3 – 0    | För-VM 1998      |
| 21 januari | Guangzhou                  | Sverige       | Norge    | 1 – 2    | För-VM 1998      |
| 24 januari | Guangzhou                  | Kina          | Sverige  | 4 – 0    | För-VM 1998      |
| 15 mars    | Vila Real de Santo António | Danmark       | Sverige  | 0 – 0    | Algarve Cup 1998 |
| 17 mars    | Silves                     | Sverige       | Portugal | 2 – 0    | Algarve Cup 1998 |
| 19 mars    | Montechoro                 | Nederländerna | Sverige  | 0 – 1    | Algarve Cup 1998 |
| 21 mars    | Quarteira                  | Sverige       | USA      | 1 – 3    | Algarve Cup 1998 |
| 3 maj      | Motril                     | Spanien       | Sverige  | 1 – 2    | VM-kval          |
| 24 maj     | Stockholm                  | Sverige       | Spanien  | 3 – 1    | VM-kval          |
| 26 juli    | Hemel Hempstead            | England       | Sverige  | 0 – 1    | Träningsmatch    |
| 8 augusti  | Kiev                       | Ukraina       | Sverige  | 0 – 5    | VM-kval          |
| 26 augusti | Skellefteå                 | Sverige       | Island   | 2 – 0    | VM-kval          |
| 10 oktober | Göteborg                   | Sverige       | Norge    | 0 – 2    | Träningsmatch    |

## 1999
| Datum        | Spelplats       |            |           | Resultat | Typ av match     |
| ------------ | --------------- | ---------- | --------- | -------- | ---------------- |
| 14 mars      | Silves          | Sverige    | USA       | 1 – 1    | Algarve Cup 1999 |
| 16 mars      | Quarteira       | Norge      | Sverige   | 2 – 1    | Algarve Cup 1999 |
| 18 mars      | Albufeira       | Sverige    | Finland   | 0 – 0    | Algarve Cup 1999 |
| 20 mars      | Montechoro      | Australien | Sverige   | 1 – 1    | Algarve Cup 1999 |
| 21 april     | Soverato        | Italien    | Sverige   | 1 – 1    | Träningsmatch    |
| 19 maj       | Jönköping       | Sverige    | Danmark   | 4 – 0    | Träningsmatch    |
| 19 juni      | San José        | Sverige    | Kina      | 1 – 2    | VM 1999          |
| 23 juni      | Washington D.C. | Australien | Sverige   | 1 – 3    | VM 1999          |
| 26 juni      | Chicago         | Ghana      | Sverige   | 0 – 2    | VM 1999          |
| 30 juni      | San José        | Sverige    | Norge     | 1 – 3    | Kf VM 1999       |
| 29 september | Umeå            | Sverige    | Frankrike | 2 – 2    | EM-kval          |
| 7 november   | Plasencia       | Spanien    | Sverige   | 2 – 5    | EM-kval          |